# Seattle Computer Products
Pour les articles homonymes, voir SCP.
Seattle Computer Products (SCP) était une entreprise qui fabriquait des ordinateurs à Seattle et qui fut l'une des premières à fabriquer des systèmes informatiques basés sur le processeur Intel 8086.
La SCP était composé en partie de lycéens venant des communautés voisines qui soudaient et assemblaient les ordinateurs. Certains d'entre eux travaillèrent plus tard pour Microsoft.
C'est à l'âge de vingt-deux ans, en 1978, que Tim Paterson fut embauché par Rod Brock qui possédait à l'époque la société SCP. En 1980, Tim Paterson créa, en quatre mois à peine, le système d'exploitation QDOS, connu plus tard sous le nom de 86-DOS.
En décembre 1980, la société Microsoft cherchait un système d'exploitation pour le futur PC d'IBM. Elle offrit donc la possibilité à une entreprise tierce de fabriquer ce système, pour 50 000 $.
La société SCP fut donc retenue et avant même le lancement de QDOS, Microsoft racheta les droits pour 50 000 $ ; SCP l'accusa donc plus tard de fraude, car Microsoft aurait oublié de préciser qu'IBM était le client de la commande (bien qu'il semble que ce fût un droit de Microsoft lié à l'accord commercial). Microsoft arrangea donc un compromis avec la société SCP, en 1986, en payant 1 million de dollars supplémentaires. 
Par la suite la société SCP disparut, car le marché des processeurs Intel 8086 fut dominé par les ordinateurs compatibles PC.

## Logo

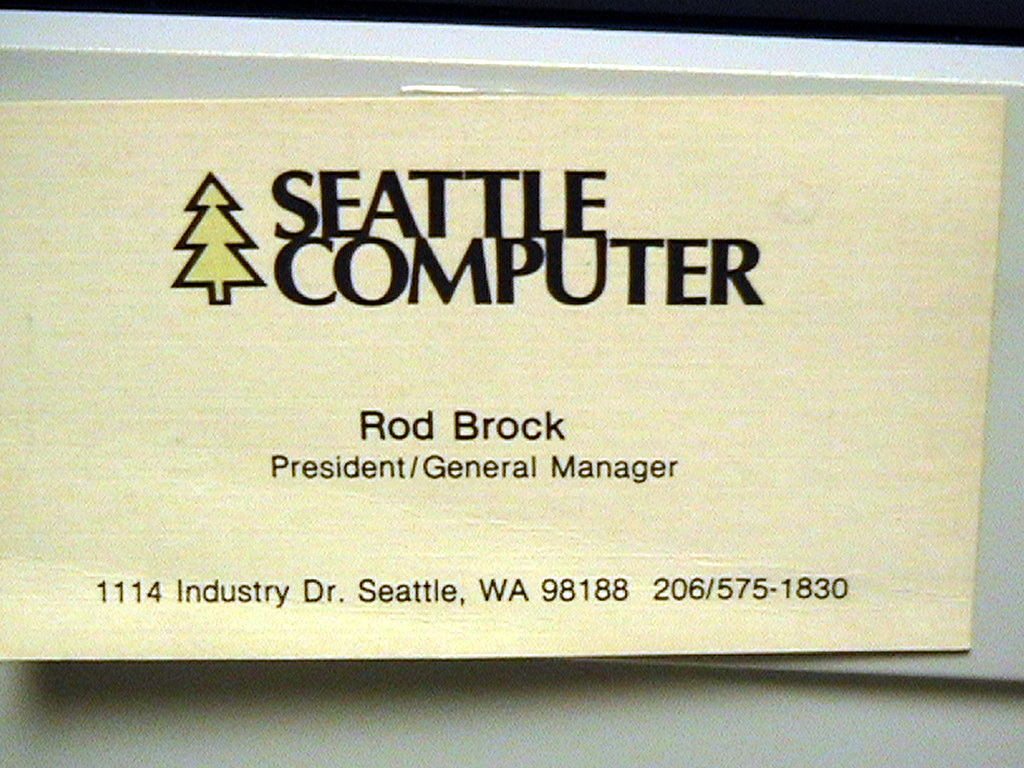
Carte de visite de Rod Brock, président de SCP

Seattle Computer Products était domiciliée au 1114 Industry Dr. Seattle WA 98188, comme on peut le voir sur la carte de visite professionnelle de Mr Rod Brock, avec le titre de « président/directeur général ».